# Risen (Lund)
Risen ist ein Naturreservat in der südschwedischen Gemeinde Lund in der Provinz Skåne län. Das Reservat hat eine Größe von etwa 230 ha und liegt direkt südlich des Ortes Genarp sowie 18 Kilometer südöstlich von Lund. Das Naturreservat wurde 1980 vom Länsstyrelsen (Provinzialregierung) der damals noch existierenden Provinz Malmöhus län eingerichtet.

## Flora und Fauna
Im Reservat bestehen eine große Anzahl Biotope. Den nordöstlichen Teil dominiert eine gutbewahrte Weidelandschaft mit vielen Niedermooren in der vor allem Gefäßpflanzen vorkommen. In diesem Gebiet besteht Jagdverbot. Der übrige Teil besteht aus kleinen Nadel- und Laubwäldern. Nach einer Studie (2002) kommen im Naturreservat mindestens 18 gefährdete Insekten-, Flechten- und Vogelarten vor, darunter allein zehn Käferarten. Nennenswerte Tierarten sind etwa der in Skandinavien seltene Baldrian-Scheckenfalter, Corticeus unicolor (ein Schwarzkäfer), der Haarschildige Halsbock, Hohltauben sowie Kleinspechte. Die häufigsten Baumarten sind Rotbuchen sowie Birken.